# MiG-35
Mikojan-Gurjevič MiG-35 (ruski:Микоян МиГ-35, NATO oznaka  "Fulcrum-F") je potpuno razvijen na MiGu-29M/M2 i MiGu-29K/KUB tehnologiji. Klasificiran je kao četvrta generacija mlaznih lovaca. Jedini postojeći prototip je treća modifikacija postojeće konstrukcije demonstracijskog modela MiGa-29 M2. 

## Dizajn i razvoj
Postojanje MiGa 35 je službeno otkriveno prilikom posjete ruskog ministra obrane Sergej Ivanova tvornici zrakoplova "MAPO-MIG". 
Golemi napredak ovog aviona očituje se u elektronici, sustavu naoružanja, novom AESA radaru kao i jedinstveno dizajniranom optičkom sustavu lociranja (eng. Optical Locator System (OLS)) što zrakoplov oslobađa potrebe praćenja sa zemlje i omogućuje upravljanje višenamjenskim zadacima.
Na izvoznom tržištu se nalaze MiG-35 jednosjed i dvosjed. Prva službena međunarodna prezentacija bila je na aeromitingu u Indiji 2007. godine.

## Razvoj
MiG-35/MiG-35D pokazao je da su posljednje modifikacije na lovcima MiG-29K/KUB doprinijele u borbenoj efikasnosti, mnogostranosti i u poboljšanju operativnih osobina.  Osnovna prednost novog dizajna je četvrta generacija sustava informacija i navođenja sukladna i s ruskim i s oružjem stranog porijekla kao i raznoliki sustav samoobrane. Novi dizajn je sveukupno nadmašio bazni model i novom zrakoplovu omogućio držanje koraka s ostalim višenamjenskim avionima zapada.
Nova elektronika predviđena je za očuvanje zračne nadmoći protiv lovaca četvrte i pete generacije kao i osiguranje preciznih napada na zemaljske ciljeve u svim vremenskim uvjetima, zračno izviđanje s optičko-elektronskom i radarskom opremom kao i za vođenje višenamjenskih misija. Avion ima devet podvjesnih točaka za naoružanje, mogućnost dodatnih spremnika za gorivo, bolju antikorozivnu zaštitu, znatno smanjen odraz na radaru i četverostruki fly-by-wire sustav komandi.

## Tehničke karakteristike
Osnovne karakteristike
- posada: 1 ili 2
- dužina: 17,3 m
- raspon krila: 12 m
- visina: 4,73 m

Letne karakteristike
- dolet: 3.100 km
  - borbeni dolet: 2.000 km
- brzina penjanja: 330 m/s
- najveća visina leta: 17,500 m
- motor: 2× Klimov RD-33MK turbofen motora s naknadnim izgaranjem